# Ministarstvo pravde Republike Srpske
Ministarstvo pravde Republike Srpske jedno je od 16 ministarstava u Vladi Republike Srpske, odgovorno za pravosuđe u tom entitetu. Službeno sjedište ministarstva nalazi se u Administrativnom centru Vlade RS, na Trgu Republike Srpske u Banja Luci.

## Povijest
Nakon neovisnosti Bosne i Hercegovine od Socijalističke Federativne Republike Jugoslavije (SFRJ) 1992. godine, Ministarstvo pravde i uprave Republike Bosne i Hercegovine počelo je djelovati na razini novoformirane Republike Bosne i Hercegovine, a Ranko Nikolić je imenovan ministrom.
Nakon završetka rata u Bosni i Hercegovini i potpisivanja Daytonskog mirovnog sporazuma 1995. godine za nadležnost entiteta u pravosudnom sustavu počelo je djelovati Ministarstvo pravde Federacije Bosne i Hercegovine (i kantonalna ministarstva pravde) i Ministarstvo pravde Republike Srbije, dok je na nacionalnoj razini nadležno Ministarstvo pravde .

## Kompetencije
Glavna osoba u Ministarstvu pravde RS-a je ministar na nivou Republike Srpske ili ministar pravde, koji ima pravo na jednog tajnika i četiri pomoćnika.
Ministarstvo pravde Srpske obavlja administrativne, stručne i druge poslove u vezi s izvršavanjem entitetskih nadležnosti u sljedećim područjima:
- pravosudne institucije i upravni nadzor nad sudskom upravom i kaznionicama
- izvršenje kaznenih i prekršajnih sankcija
- vodeći računa o jedinstvenom i zakonitom izvršenju kaznenih sankcija
- organizacija rada i funkcioniranje kazneno-popravnih zavoda
- nadzor nad ostvarivanjem, poštovanjem i promicanjem ljudskih prava osoba lišenih slobode
- vođenje odgovarajućih evidencija radi analize i pregleda funkcioniranja sustava izvršenja kaznenih i prekršajnih sankcija
- provođenje stručnih priprema za prijedloge za pomilovanje i oprost
- priprema analiza, informacija i izvještaja iz područja pomilovanja
- vršenje prijenosa osuđenih osoba
- uvjetni otpust
- osposobljavanje i obrazovanje zaposlenika, sudaca i tužitelja
- vođenje kadrovske politike
- usvajanje zakona iz svog područja
- davanje stručnih mišljenja o pravnim projektima (na zahtjev drugih ministarstava)

## Organizacija
Ministarstvo pravosuđa sastoji se od pet organizacijskih jedinica:
- Kabinet ministra
- Tajništvo Ministarstva
- Ministarstvo pravosuđa
- Odjel za bilježnike, zagovaranje, odvjetništvo, besplatnu pravnu pomoć i provedbu strategije za borbu protiv korupcije
- Odjel za izvršenje kaznenih sankcija

## Popis ministara
| Ministar         | Stranka | Početak mandata   | Kraj mandata      |
| ---------------- | ------- | ----------------- | ----------------- |
| Saud Filipović   | SDA     | 17. siječnja 2003 | 15. veljače 2005  |
| Džerard Selman   | SNSD    | 15. veljače 2005  | 28. veljače 2006  |
| Omer Višić       | SBiH    | 28. veljače 2006  | 30. studenog 2006 |
| Džerard Selman   | SNSD    | 30. studenog 2006 | 05. rujna 2013    |
| Gorana Zlatković | SNSD    | 05. rujna 2013    | 18. prosinca 2014 |
| Anton Kasipović  | SNSD    | 18. prosinca 2014 | trenutno          |